# Аэгна (порт)
Порт А́эгна (эст. Aegna sadam, код: EEAEN)  — морской яхтенный порт на южном берегу острова Аэгна, входящего в состав муниципалитета Таллин, Эстония. Владелец порта — муниципалитет Таллин, оператор порта — Таллинский транспортный департамент. Адрес порта: ул. Тагамаа, 1.

## История порта
В средние века на острове Аэгна была основана эсто-шведская рыбацкая деревня. Первые сведения о постоянном поселении относятся к 1460 году. Перед Первой мировой войной на острове был возведён опорный пункт Морской крепости Императора Петра Великого, жителей эвакуировали на остров Крязули. В 1950-х годах Аэгна стал местом летнего отдыха таллинцев, различные предприятия построили на острове свои базы отдыха. Было открыто летнее судовое сообщение между Таллином и Аэгна (14 км); пристань, построенную в начале XX века, преобразовали в гавань. 
В порт Аэгна из Батарейной гавани совершаются регулярные рейсы на катере «Vegtind» фирмы Spinnaker OÜ. Продолжительность поездки составляет 20 минут.

## Описание порта
Территория порта — 12 397,26 м², площадь акватории — 35 181 м². Навигационный период — с 1 мая по 31 октября.
Технические данные порта согласно Регистру портов Эстонии:
- общий тоннаж судна — до 500 тонн;
- наибольшая длина судна — 30 м;
- наибольшая ширина судна — 8 м;
- наибольшая осадка судна — 1,9 м;
- наименьшая ширина судового хода — 130 м;
- наименьшая глубина судового хода — 1,8 м.

Порт имеет один стационарный причал № 1. Наименьшая глубина у причала — 1,2 метра, длина причала — 63,3 метра.